# Пусткова-Гура
Пусткова-Гура (пол. Pustkowa Góra) — село в Польщі, у гміні Паженчев Згерського повіту Лодзинського воєводства.
У 1975-1998 роках село належало до Лодзинського воєводства.